# 不塑
不塑或稱無塑（英語：Plastic-Free），指的是不使用塑膠製品。不塑的優點包含減少廢棄物處理量，延長焚化爐使用年限與降低環境破壞及汙染。

## 不塑生活
不塑生活，或稱無塑生活（英語：Living Plastic-Free）。一種對環境友善的生活方式，其核心概念為不使用塑膠及一次性產品，以減少塑膠垃圾的產出及對環境的影響，施行的方式包含不購買塑膠製品(含包裝)、自備購物袋、自備餐具、購買裸裝食材等。 （页面存档备份，存于）塑膠製品對環境的危害日漸受重視，許多人開始捨棄塑膠製品，改以使用對環境較友善的生活用品，例如竹牙刷、布衛生棉、食物袋、蠶絲牙線等。